# Chuck Person
Chuck Connors Person (* 27. Juni 1964 in Brantley, Alabama) ist ein ehemaliger US-amerikanischer Basketballspieler. Er spielte auf der Small-Forward-Position. Unter anderem war er bei den Indiana Pacers, den Minnesota Timberwolves und den San Antonio Spurs in der NBA aktiv.

## Spielerkarriere
Person wurde beim NBA-Draft 1986 an vierter Stelle von den Pacers ausgewählt und verbrachte dort sechs Jahre, wo er sich als profilierter Scorer hervortat und im Schnitt 19 Punkte erzielte.
1987 wurde Person mit dem NBA Rookie of the Year Award ausgezeichnet und führte damit das NBA All-Rookie Team dieses Jahrgangs an. 1992 wechselte er zu den Minnesota Timberwolves, wo jedoch seine Leistungen stark nachließen und er mit dem Team auch nicht sehr erfolgreich war. Er wechselte 1994 zu den Spurs, wo er fortan von der Bank kam und im Schnitt 11 Punkte erzielte. Aufgrund einer schweren Verletzung, setzte er die komplette 1996–97 Spielzeit aus. Seine letzten Jahre spielte er in Charlotte und Seattle, wo er nur noch sporadisch Einsatzzeit sah. Chuck Person gilt als einer der gefährlichsten Dreierschützen der NBA. Insgesamt traf er in seiner Karriere 1.220 Würfe von jenseits der Dreierlinie. Auf der ewigen Bestenliste der NBA für verwandelte Dreipunktewürfe rangiert Person momentan auf dem 21. Platz. Sein Karriereschnitt beläuft sich auf 14,7 Punkte pro Spiel.

## Trainerkarriere
Chuck Person war zwei Jahre als Assistenztrainer bei den Indiana Pacers tätig, bevor er am 1. August 2007 zu den Sacramento Kings ging. Hier war er ebenfalls Assistenztrainer. Zwischen 2009 und 2013 war er Assistenztrainer bei den Los Angeles Lakers, mit denen er 2010 auch die NBA-Meisterschaft gewann. Nach einer kurzen Zwischenstation in Südkorea, arbeitet er heute in der D-League bei den Auburn Tigers in gleicher Position.

## Sonstiges
Er ist der ältere Bruder des ehemaligen NBA-Spielers Wesley Person.